# ニコシア
ニコシア（英: Nicosia [ˌnɪkəˈsiːə]）は、キプロス共和国の首都。北キプロス・トルコ共和国の政庁所在地でもある。地元では、ギリシャ語でレフコシア（ギリシア語: Λευκωσία Lefkosia [lefkoˈsi.a]）、トルコ語でレフコシャ（トルコ語: Lefkoşa [lefˈkoʃa]）と呼ばれている。

## 歴史
古代にはレドラ（Ledra、Ledrae）と呼ばれた都市国家であった。その王が紀元前672年、アッシリア王国の王エサルハドンに朝貢した記録がある。プトレマイオス1世の息子レフコスによって街は再建されるも、さほど重要な都市ではなかった。10世紀には、レフコシャとして都となり、パフォスやサラミスなど海岸線にある都市からの避難民で、この内陸都市の人口が増す。フランク人によって建国されたキプロス王国は1489年、ヴェネツィアの支配下に入り、次いで1571年にはオスマン帝国の版図となる。ニコシアという外名は、十字軍によって用いられたものである。
1570年のオスマン帝国の侵攻では20,000人の犠牲者を出した。19世紀は、1821年のオスマン帝国の弾圧、1835年のコレラや1857年の大火などを経験した。1878年、大英帝国がキプロスを傘下に収めると、その首都として成長した。
1960年の独立前には反イギリス闘争の過程で、血で血を洗う惨事が続いた。ギリシャ併合強硬派によるクーデターを支援するギリシャ軍事政権に対抗して、1974年7月20日にトルコ系住民の保護を目的としたトルコ軍のキプロス出兵の結果、町の北側を支配するトルコ系の北キプロス・トルコ共和国と、南側を支配するギリシャ系のキプロス共和国（独立以来のギリシャ系主導のキプロス政府であり国際的に承認されたキプロス国家を代表する）に分断された形になっており、北キプロスもニコシアを首都としている。複数の国によって同じ都市が首都とされる唯一の例となっている。
グリーンライン（南北分断線）は、1974年のトルコ軍のキプロス出兵以降、国際連合によってひかれた緩衝地帯となっており、南側のキプロス共和国側からに限り北側への通行が可能であったが、2004年より南北間の通行については、検問所の増設ならびに自由化がなされた。南北キプロスに駐留する国連軍部隊の姿もしばしば目にする。

## 地理
キプロス島中北部にあり、付近に肥えたメッサオリア平野がある。小麦、ブドウ、オリーブ、牛、羊などの農畜産物の集散加工がおこなわれ、また皮革、繊維、タバコなどの工業もおこなわれる。

## 気候
| ニコシアの気候         | ニコシアの気候 | ニコシアの気候 | ニコシアの気候 | ニコシアの気候 | ニコシアの気候 | ニコシアの気候 | ニコシアの気候 | ニコシアの気候 | ニコシアの気候 | ニコシアの気候 | ニコシアの気候 | ニコシアの気候 | ニコシアの気候 |
| 月                     | 1月            | 2月            | 3月            | 4月            | 5月            | 6月            | 7月            | 8月            | 9月            | 10月           | 11月           | 12月           | 年             |
| ---------------------- | -------------- | -------------- | -------------- | -------------- | -------------- | -------------- | -------------- | -------------- | -------------- | -------------- | -------------- | -------------- | -------------- |
| 最高気温記録 °C （°F） | 22 (71)        | 22 (72)        | 25 (77)        | 32 (89)        | 38 (100)       | 46 (115)       | 45 (113)       | 46 (114)       | 43 (109)       | 34 (94)        | 28 (83)        | 23 (73)        | 46 (115)       |
| 平均最高気温 °C （°F） | 14 (58)        | 15 (59)        | 18 (65)        | 23 (74)        | 28 (83)        | 32 (90)        | 34 (94)        | 35 (95)        | 31 (88)        | 27 (81)        | 22 (72)        | 17 (62)        | 26 (78)        |
| 平均最低気温 °C （°F） | 6 (42)         | 6 (42)         | 7 (44)         | 10 (50)        | 16 (60)        | 18 (65)        | 21 (69)        | 21 (69)        | 18 (65)        | 14 (58)        | 11 (51)        | 7 (45)         | 13 (55)        |
| 最低気温記録 °C （°F） | −4 (24)        | −5 (23)        | −2 (28)        | 1 (34)         | 4 (39)         | 7 (45)         | 9 (48)         | 7 (44)         | 3 (37)         | −1 (30)        | −3 (26)        | −6 (22)        | −6 (22)        |
| 降水量 mm （inch）     | 74 (2.9)       | 51 (2.0)       | 33 (1.3)       | 20 (0.8)       | 28 (1.1)       | 10 (0.4)       | 0 (0.0)        | 0 (0.0)        | 5 (0.2)        | 23 (0.9)       | 43 (1.7)       | 76 (3.0)       | 366 (14.4)     |
| 出典：                 |                |                |                |                |                |                |                |                |                |                |                |                |                |

## 交通
- ニコシア国際空港は、1974年7月に国連管理下に置かれて以降は使われていない。旅客ターミナルをはじめとする多くの空港設備、当時駐機していたキプロス航空のホーカー・シドレー トライデントなどが当時そのままに放置されている。
- ギリシャ側では、ラルナカ国際空港が最寄の空港となる。
- トルコ側では市の東方にあるエルジャン空港があり、キプロス・トルコ航空による北キプロスへの玄関口となっているが、トルコとアゼルバイジャンを除き国際的に承認された「国際空港」ではない。

市内交通はバスが主体で、鉄道は現在はない。

## 観光

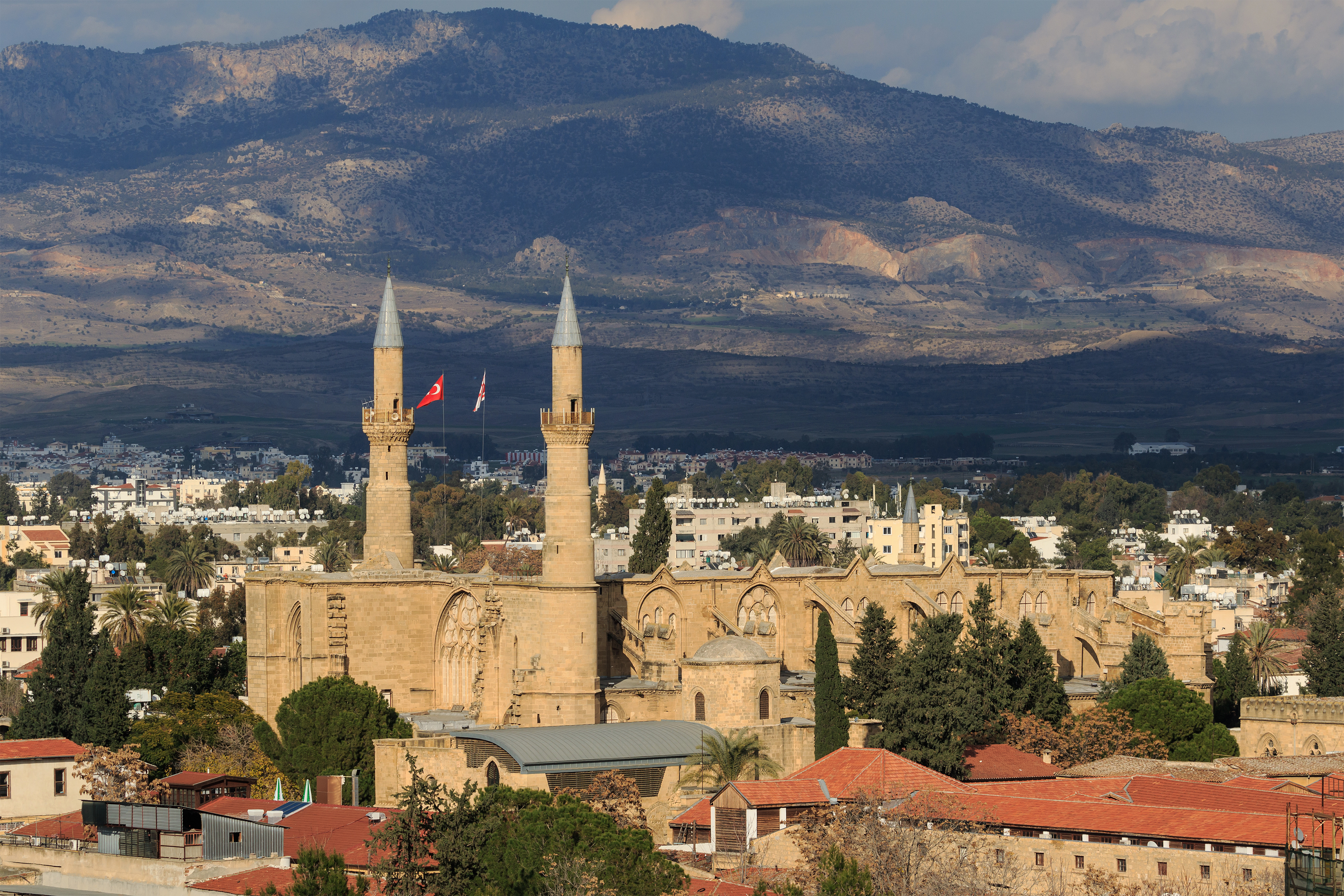
セリミエ・モスク。かつての聖ソフィア大聖堂

- 旧市街を囲んでいる城壁（en:Venetian walls of Nicosia）と、かつての主な城門であったファマグスタ門（トルコ語版、英語版、フランス語版、スロベニア語版）、パフォス門、キレニア門（ギリシア語版、英語版、トルコ語版）（先の2つがギリシャ側地区、後のものがトルコ側地区）。城壁上にある自由の記念像やBayraktarモスク（ギリシャ側地区）。
- 旧市街中心部の、ファネロメニ広場（英語版、スペイン語版、スロベニア語版）とファネロメニ教会（ギリシャ側地区）。
- 大主教館（ギリシア語版、英語版）に併設されたビザンティン美術館、聖ヨハネ教会と民族博物館（ギリシャ側地区）。
- ライキ・キドニア地区の古い町並みとレベンティス博物館（ギリシア語版、英語版）（ギリシャ側地区）。
- ギリシャ側地区の繁華街リドラス通り（ギリシア語版、英語版）と、リドラス通りの終端にあるトルコ側地区との間の検問所。
- かつては聖ソフィア大聖堂であった、ゴシック建築のセリミエ・モスク（en:Selimiye Mosque）（トルコ側地区）。
- 隊商宿跡のビュユック・ハン（en:Büyük Han）（トルコ側地区）。

## スポーツ
- APOELニコシア - UEFAチャンピオンズリーグ 2009-10の本戦に出場
- オモニア・ニコシア
- オリンピアコス・ニコシア

## 友好都市

### 南ニコシア
- アテネ （ギリシャ）
- アブダビ （アラブ首長国連邦）
- オデッサ （ウクライナ）
- シーラーズ （イラン）
- 上海 （中華人民共和国）
- シュヴェリーン （ドイツ）
- バルセロナ （スペイン）
- ブカレスト （ルーマニア）
- ベイルート （レバノン）
- ミラノ （イタリア）
- メキシコシティ （メキシコ）

### 北ニコシア
レフコシャ市の姉妹都市は以下の通りである:
- アンカラ (トルコ) 1989年より
- ブルサ (トルコ) 1990年より
- ガーズィアンテプ (トルコ) 2009年より
- トカット (トルコ) 2009年より
- コムラト (モルドヴァ) 2001年より
- カルビンツィ（英語版） (北マケドニア) 2001年より
- アラチノヴォ（英語版） (北マケドニア) 2012年より